# Laurent Duvernay-Tardif
Laurent Duvernay-Tardif (* 11. Februar 1991 in Mont-Saint-Hilaire, Québec) ist ein ehemaliger kanadischer American-Football-Spieler auf der Position des Guards. Er spielte von 2014 bis 2021 bei den Kansas City Chiefs in der National Football League (NFL) und anschließend bei den New York Jets. Mit den Chiefs gewann er den Super Bowl LIV.

## Frühe Jahre
Duvernay-Tardif ging auf die Highschool in seiner Geburtsstadt Mont-Saint-Hilaire. Später besuchte er die McGill University in Montreal, wo er Medizin studierte.

## NFL Draft und CFL Draft
Duvernay-Tardif wurde im Draft 2014 der Canadian Football League in der dritten Runde von den Calgary Stampeders an 19. Stelle ausgewählt. Im NFL Draft 2014 wurde er in der sechsten Runde an 200. Stelle von den Kansas City Chiefs ausgewählt.

## NFL
Am 14. Mai 2014 unterschrieb er einen Vertrag bei den Kansas City Chiefs. Seit der Saison 2015 steht Duvernay-Tardif meist in der Startformation. Im Februar 2017 verlängerte er seine Anstellung bei den Chiefs mit einem Fünfjahresvertrag über 42,36 Millionen US-Dollar. Nach der Saison 2019 gewann er mit den Chiefs den Super Bowl LIV.
Wegen einer Verletzung an der Hand verpasste Duvernay-Tardif die Vorbereitung auf die Saison 2021. Da Rookie Trey Smith als neuer Stammspieler auf der Position des Right Guards in die Saison ging, kam Duvernay-Tardif nicht zum Einsatz. Nach dem achten Spieltag gaben die Chiefs Duvernay-Tardif im Austausch gegen Daniel Brown an die New York Jets ab. Nach der Saison 2021 pausierte Duvernay-Tardif erneut, um als Arzt zu arbeiten, bevor ihn die Jets Mitte November 2022 in ihren Practice Squad aufnahmen.
Insgesamt bestritt Duvernay-Tardif 73 Spiele in der NFL, davon 65 als Starter. Am 21. September 2023 gab er sein Karriereende bekannt.

## Persönliches
Duvernay-Tardifs Großvater war der kanadische Politiker Guy Tardif, welcher für die Parti Québécois Mitglied in der Nationalversammlung von Québec war. Von 2014 bis 2018 setzte Duvernay-Tardif neben seiner Profikarriere während der Offseason sein Medizinstudium fort, das er erfolgreich abschloss. Sein Antrag, den Titel „MD“ (medical doctor) auf dem Trikot tragen zu dürfen, wurde von der NFL abgelehnt. Nach Ausbruch der COVID-19-Pandemie half Duvernay-Tardif in einem kanadischen Krankenhaus bei der Bekämpfung der Krankheit. Im Juli 2020 kündigte er an, die NFL-Saison 2020 nicht bestreiten zu wollen. Dabei machte er von einer Sonderregelung Gebrauch, die es Spielern gestattet, die Saison unter Verzicht eines Großteils ihres regulären Gehaltes wegen der Pandemie auszusetzen. Als Begründung gab er an, er könne es sich „nicht erlauben, dieses Virus in der Gesellschaft zu verbreiten, nur weil ich den Sport treiben möchte, den ich liebe.“ Zusammen mit dem Fußballspieler Alphonso Davies wurde er 2020 mit der Lou Marsh Trophy als Kanadas Sportler des Jahres ausgezeichnet.